# 全缘叶核果木
全缘叶核果木（学名：Drypetes integrifolia）为大戟科核果木属下的一个种。其种加词“integrifolia”意为“全缘叶的”。